# Biserica de lemn din Brusturi, Bihor

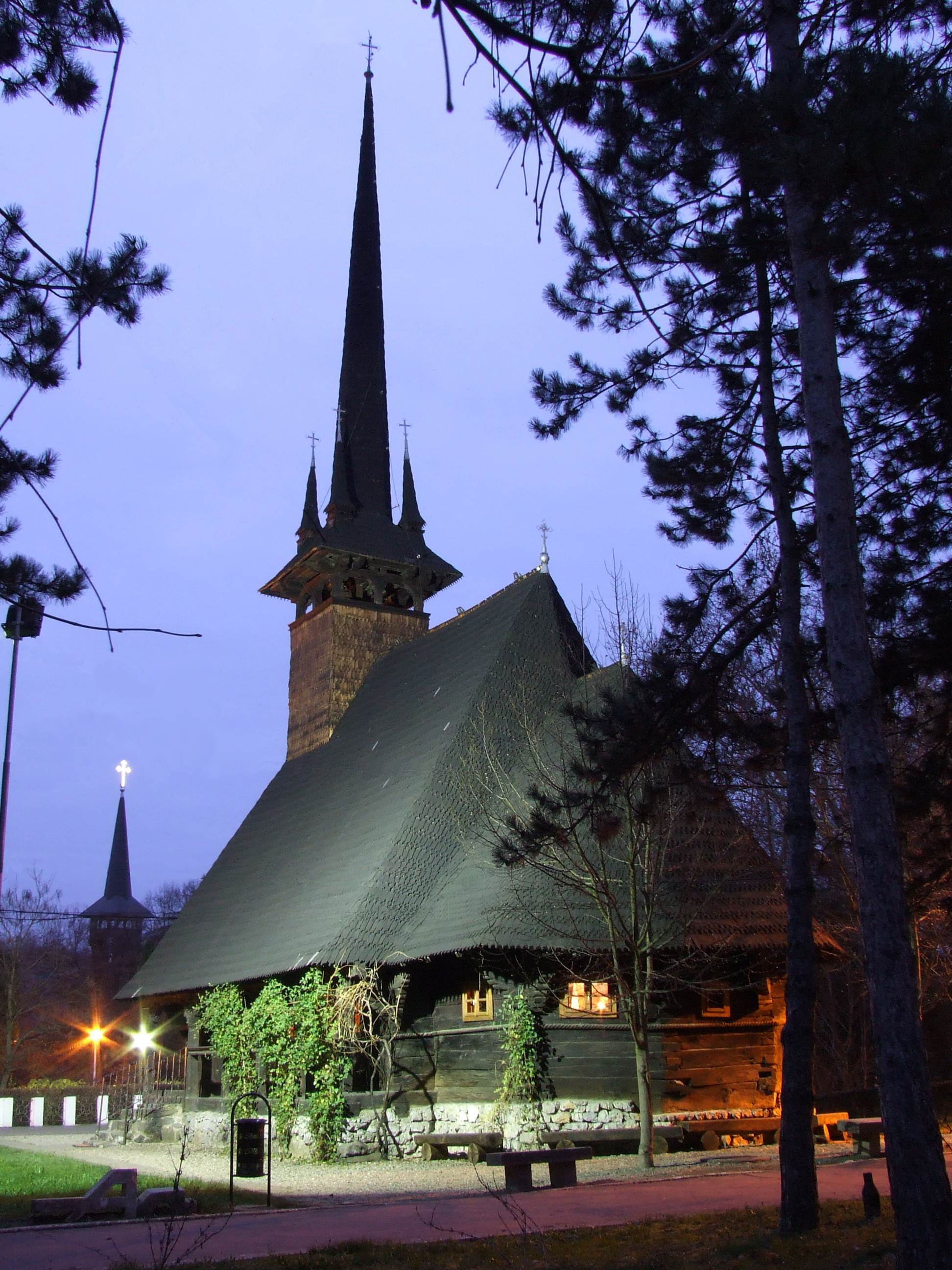
Biserica de lemn din Brusturi, acum în stațiunea Băile Felix, județul Bihor, 2009

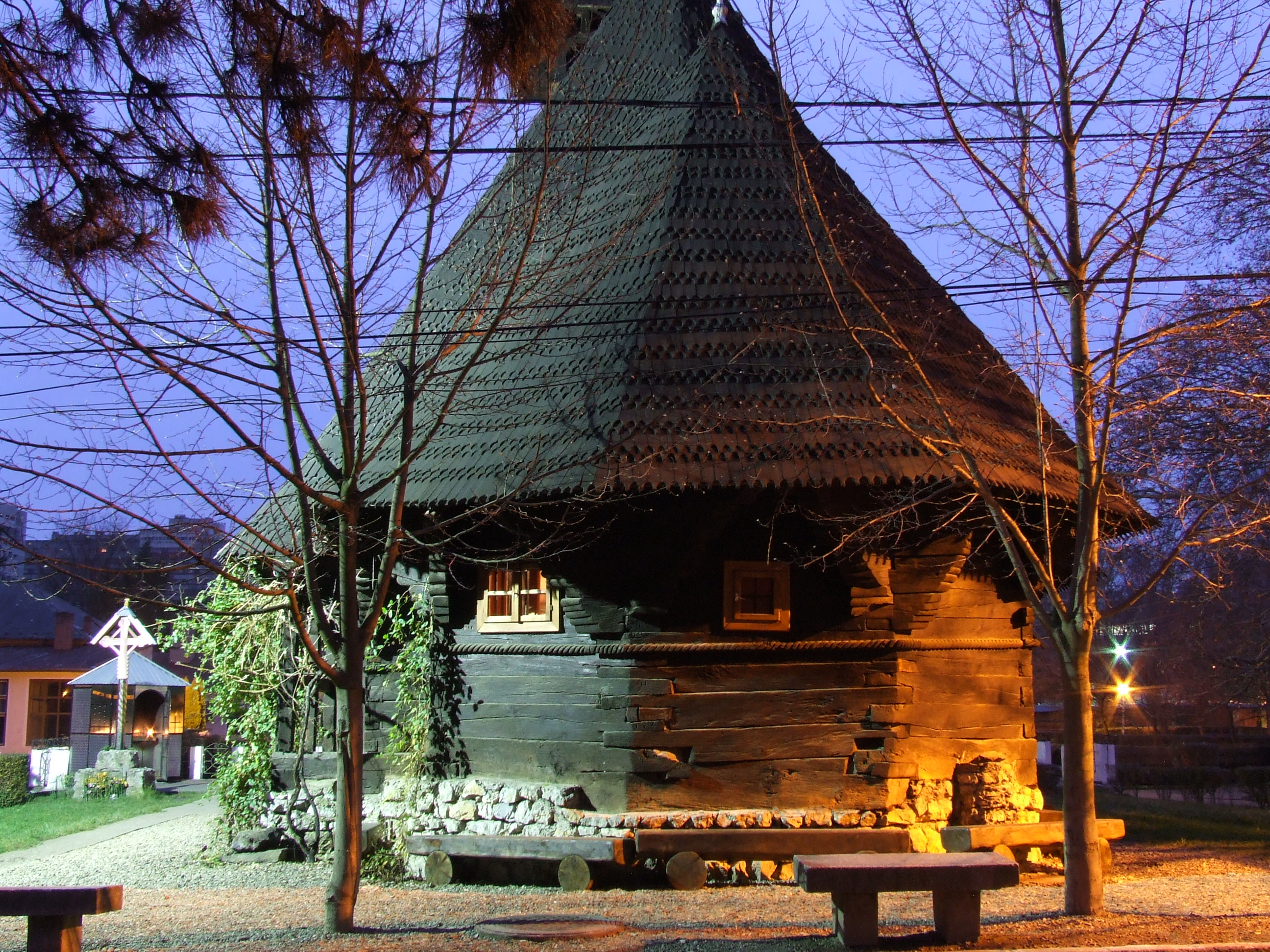
Biserica de lemn din Brusturi, absida altarului, 2009

Biserica de lemn din Brusturi se află în stațiunea Băile Felix din județul Bihor și a fost ridicată în anul 1785, înlocuind o mai veche biserică de lemn. În urma construirii unei noi biserici de zid, comunitatea din Brusturi renunță la biserica de lemn care este mutată în anul 1961 la Oradea. Reasamblată și restaurată în curtea Muzeului Țării Crișurilor, biserica de lemn din Brusturi a fost mutată pentru a doua oară, în actuala locație din centrul stațiunii Băile Felix ca urmare a retrocedării clădirii ce adăpostea muzeul, fostului proprietar Episcopia romano-catolică din Oradea. Hramul bisericii este Sfinții Arhangheli Mihail și Gavriil. Se află pe noua listă a monumentelor istorice sub codul LMI: cod LMI BH-II-m-B-01104.

## Istoric și trăsături
Biserica de lemn din Brusturi, ajunsă în stațiunea Băile Felix după un popas la Oradea a fost construită în anul 1785 înlocuind biserica veche de lemn a comunității. Lemnul de gorun necesar pentru ridicarea bisericii de lemn a fost tăiat din pădurea domenială.Inscripția aflată în partea superioară a portalului intrării amintește momentul edificării bisericii: Anii Domnului 1785 în luna lui mai în 4 zile sâmbătă. Meșter Toadere. Sfințiță în același an, 1785, biserica va fi folosită de către comunitate până în anul 1957, când a fost construită biserica de zid folosită și azi de comunitate. Mutată în 1961 la Oradea, biserica a suferit unele modificări, renunțându-se la prispa de pe latura de nord.
Edificiul se remarcă și prin sistemul de boltire. Absida altarului, decroșată, poligonală cu cinci laturi este acoperită cu o boltă elipsoidală, racordată cu pereții din răsărit printr-o semicalotă. Spațiul destinat naosului este nu este acoperit de o boltă cilindrică, așa ca de obicei ci este acoperit cu o boltă în arc frânt.
Decorul pictat al bisericii a avut mult de suferit în urma modificărilor, ajungându-se ca în prezent puțin de din acest decor se mai păstrează.

## Imagini

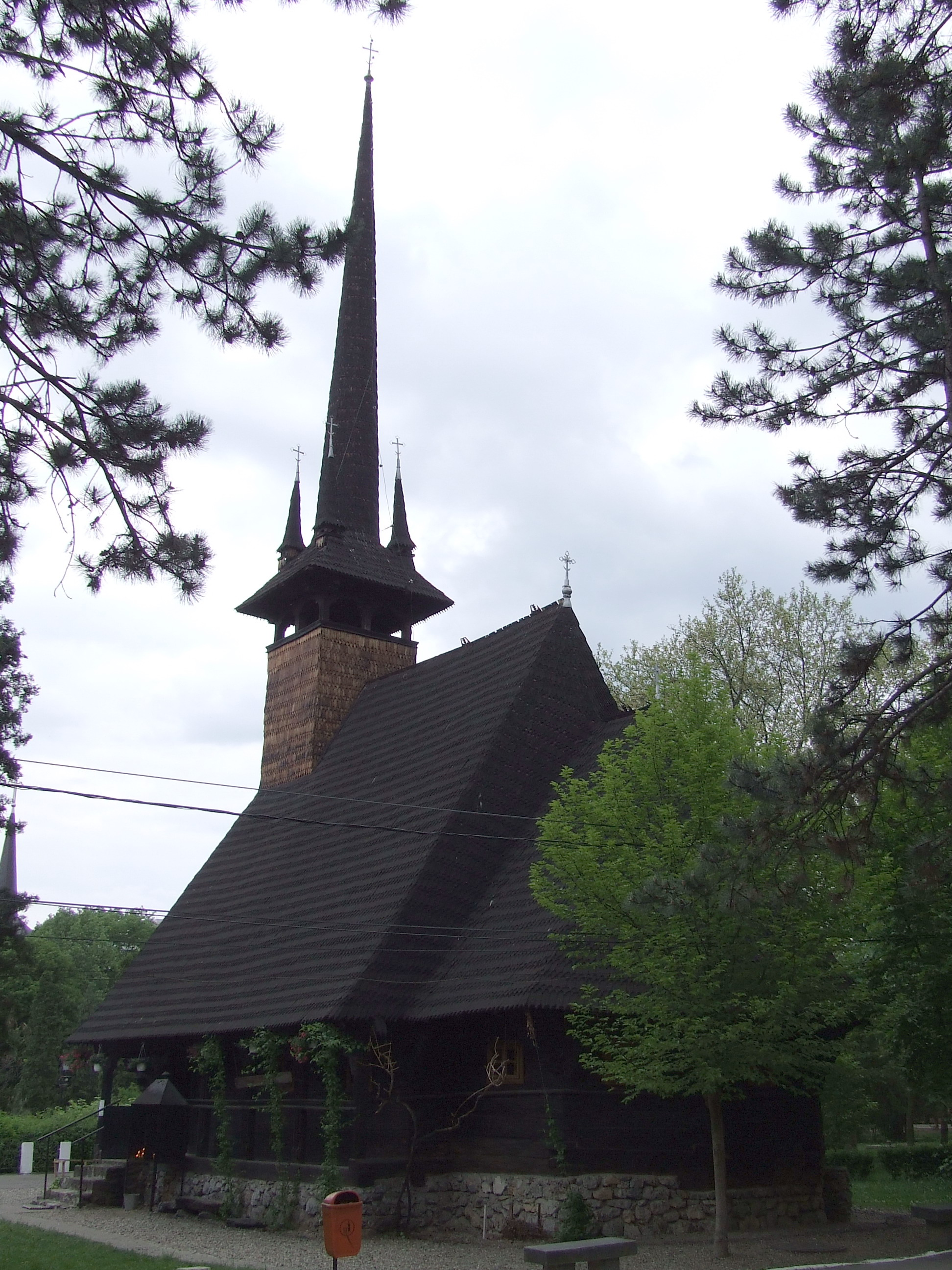
Biserica de lemn din Brusturi, aflată în centrul stațiunii Băile Felix. Foto: 2008
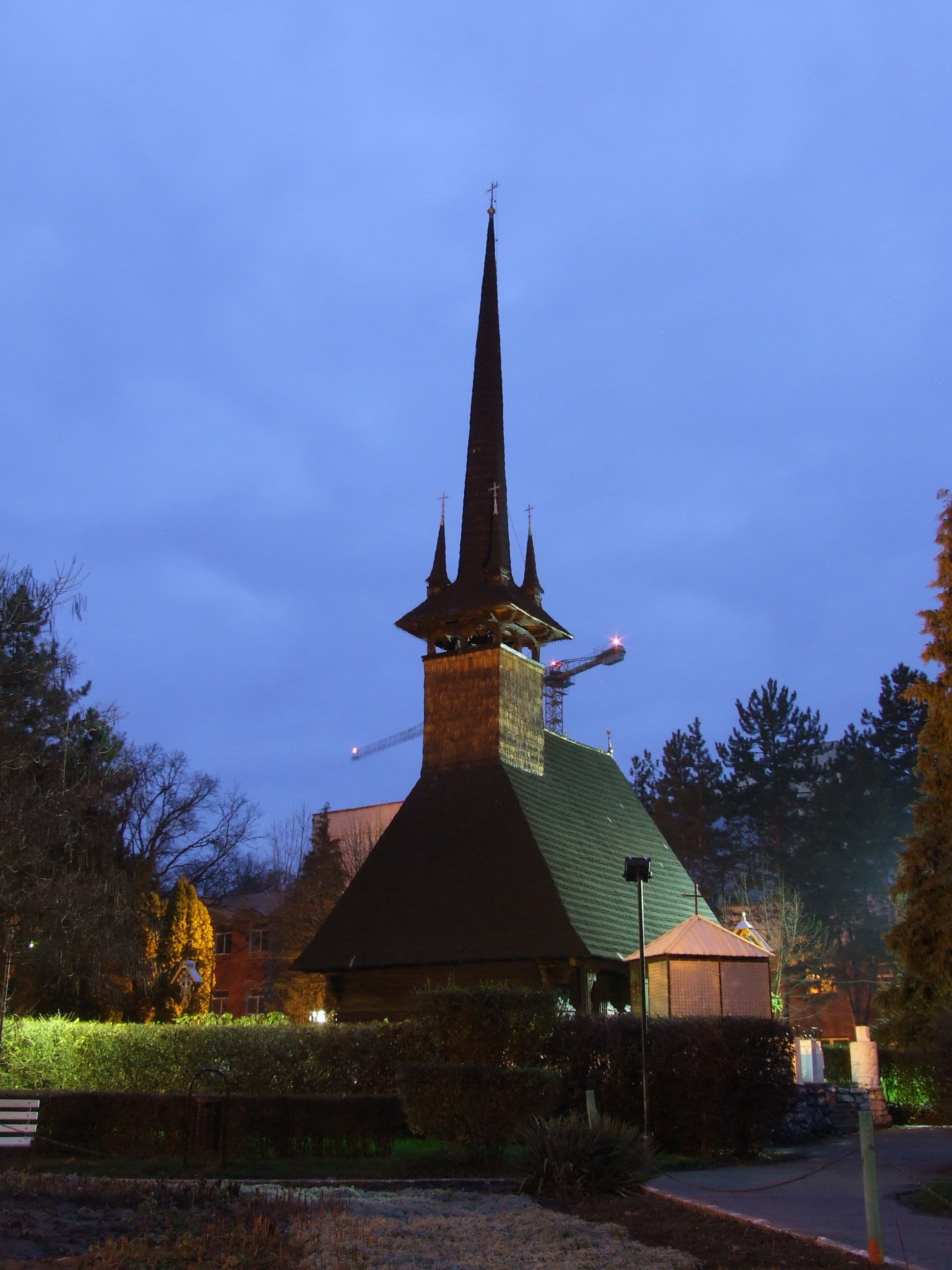
Biserica de lemn din Brusturi, vedere de ansamblu. Foto: 2009
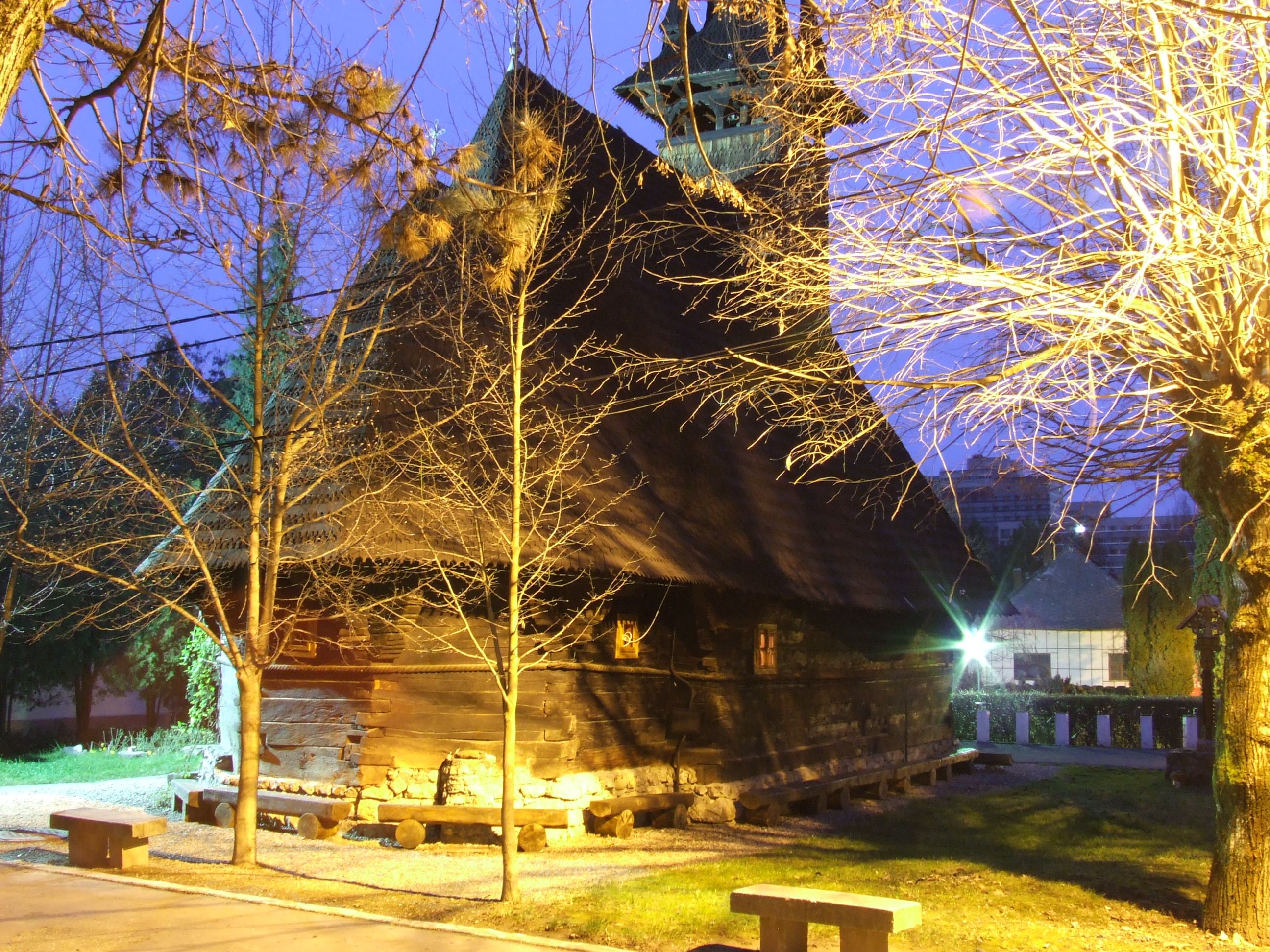
Vedere din nord-est a bisericii
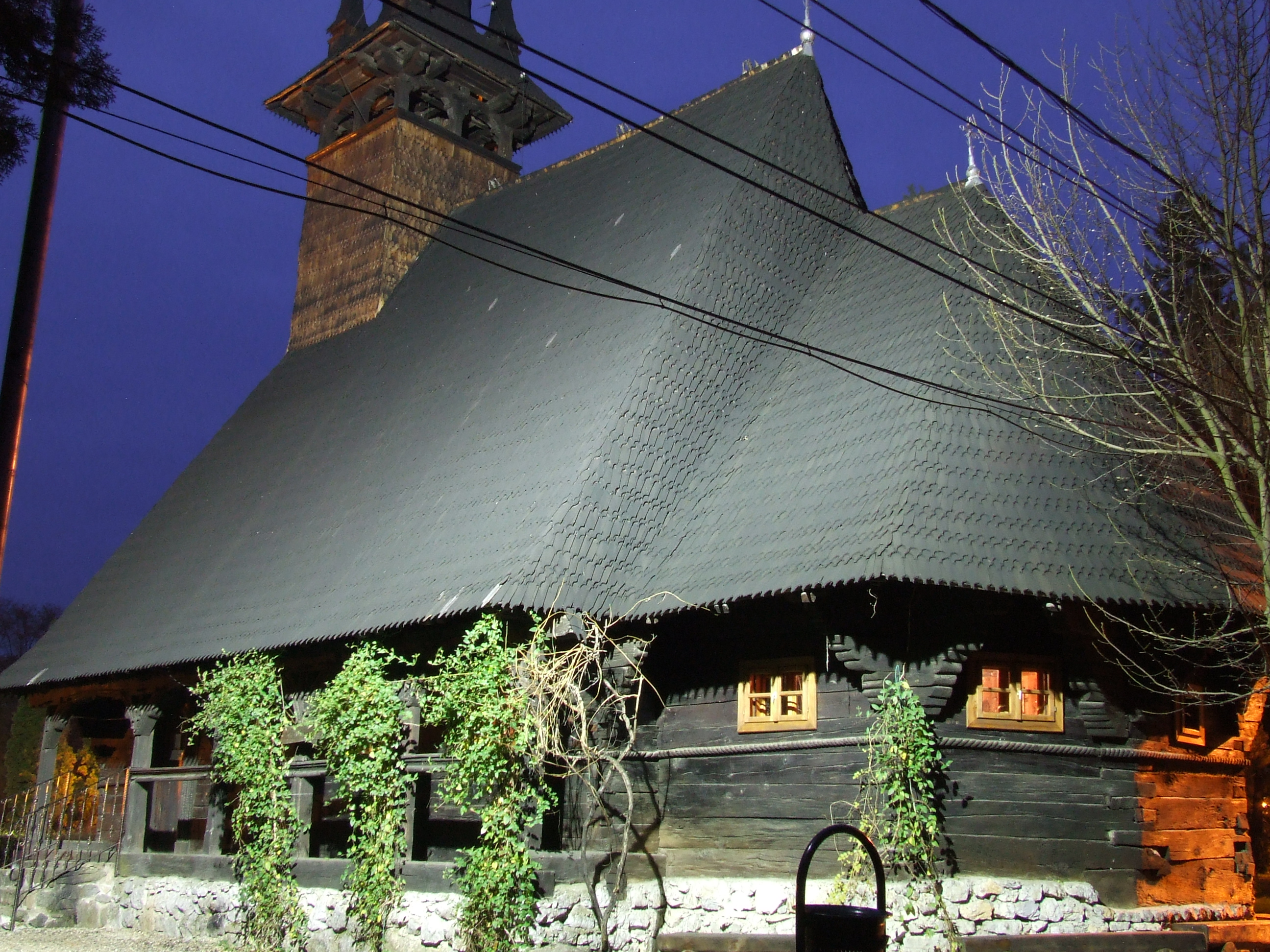
Vedere din sud-est a bisericii
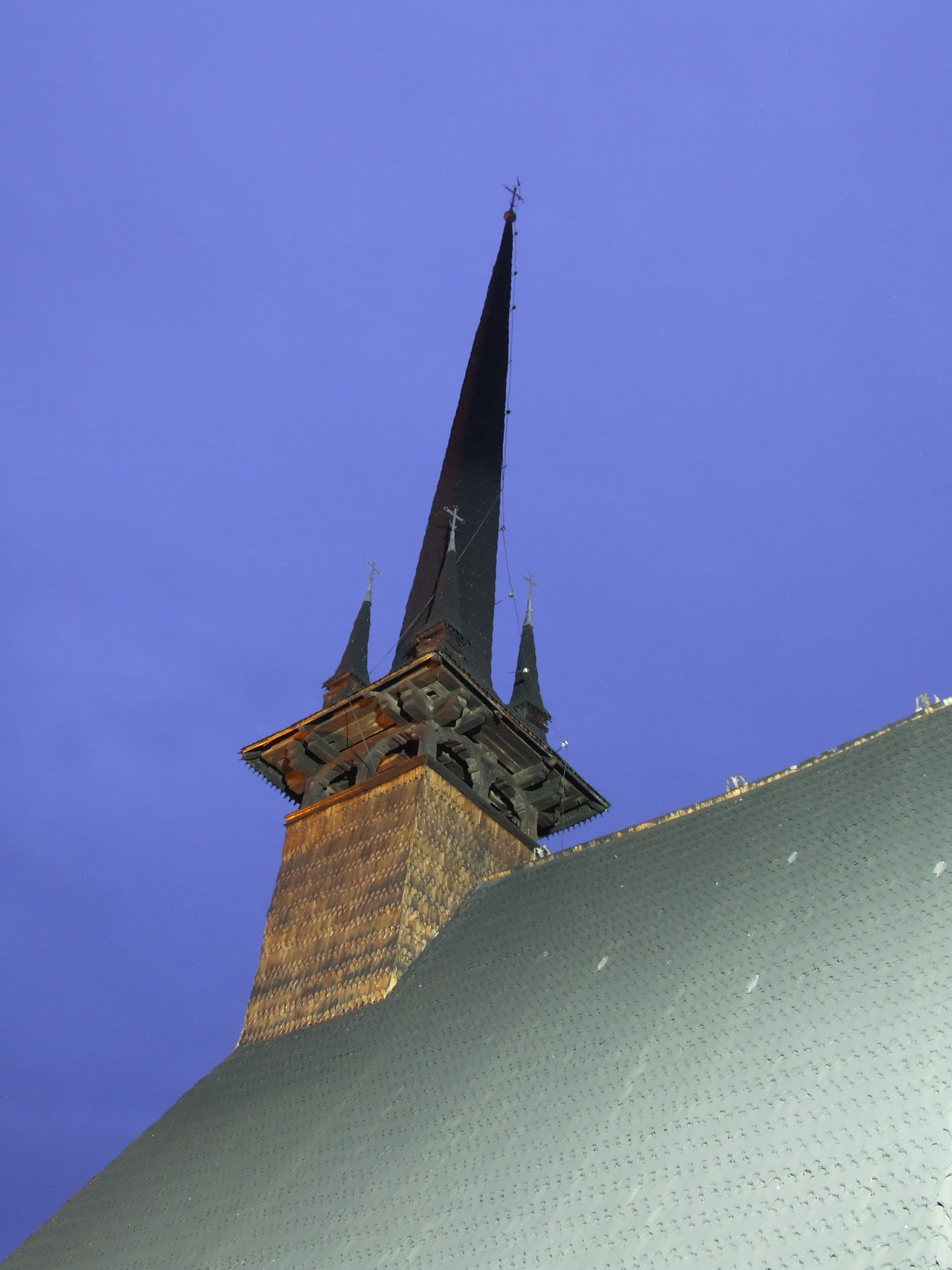
Galeria turnului clopotniță
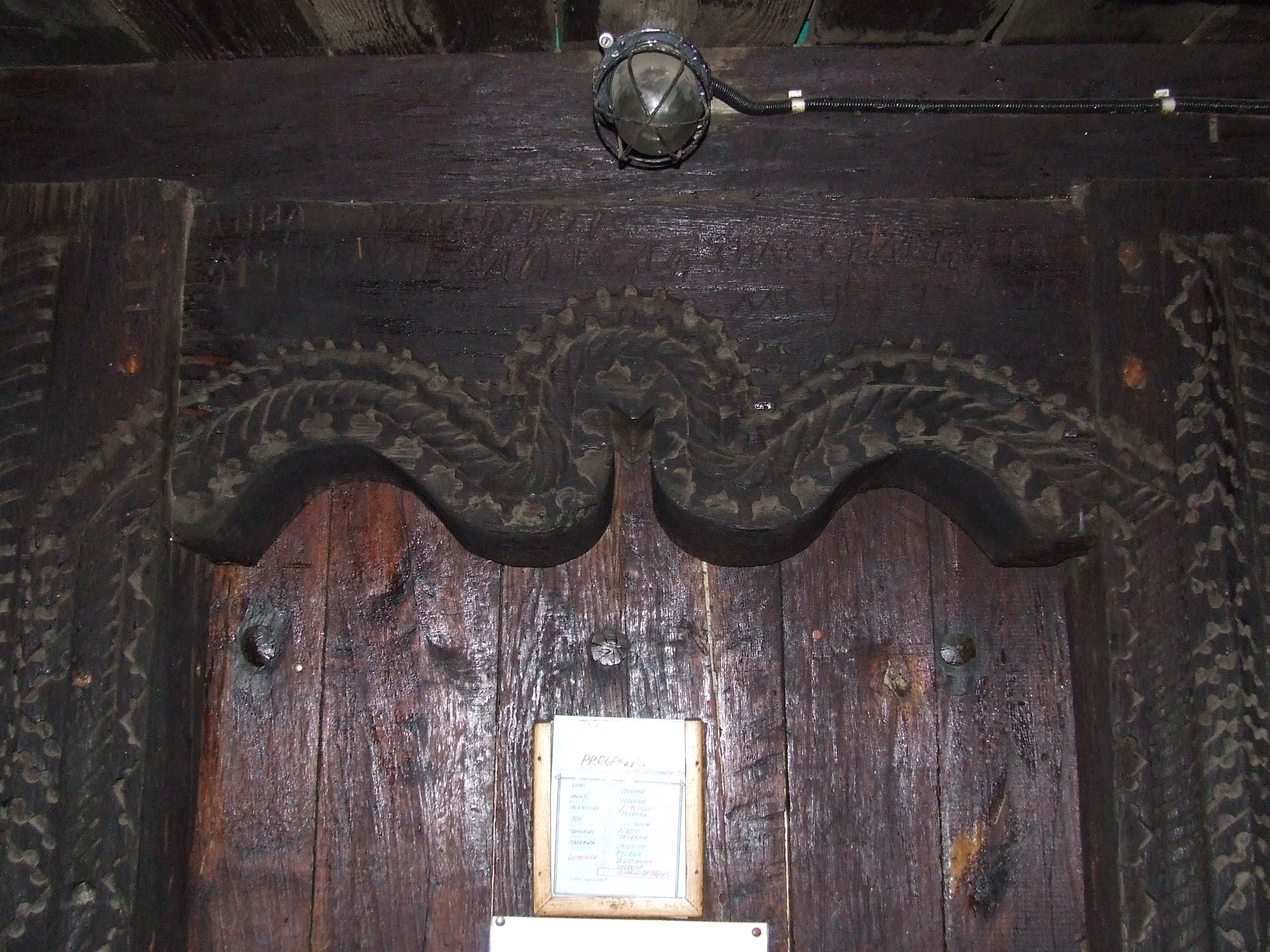
Partea superioară a portalului
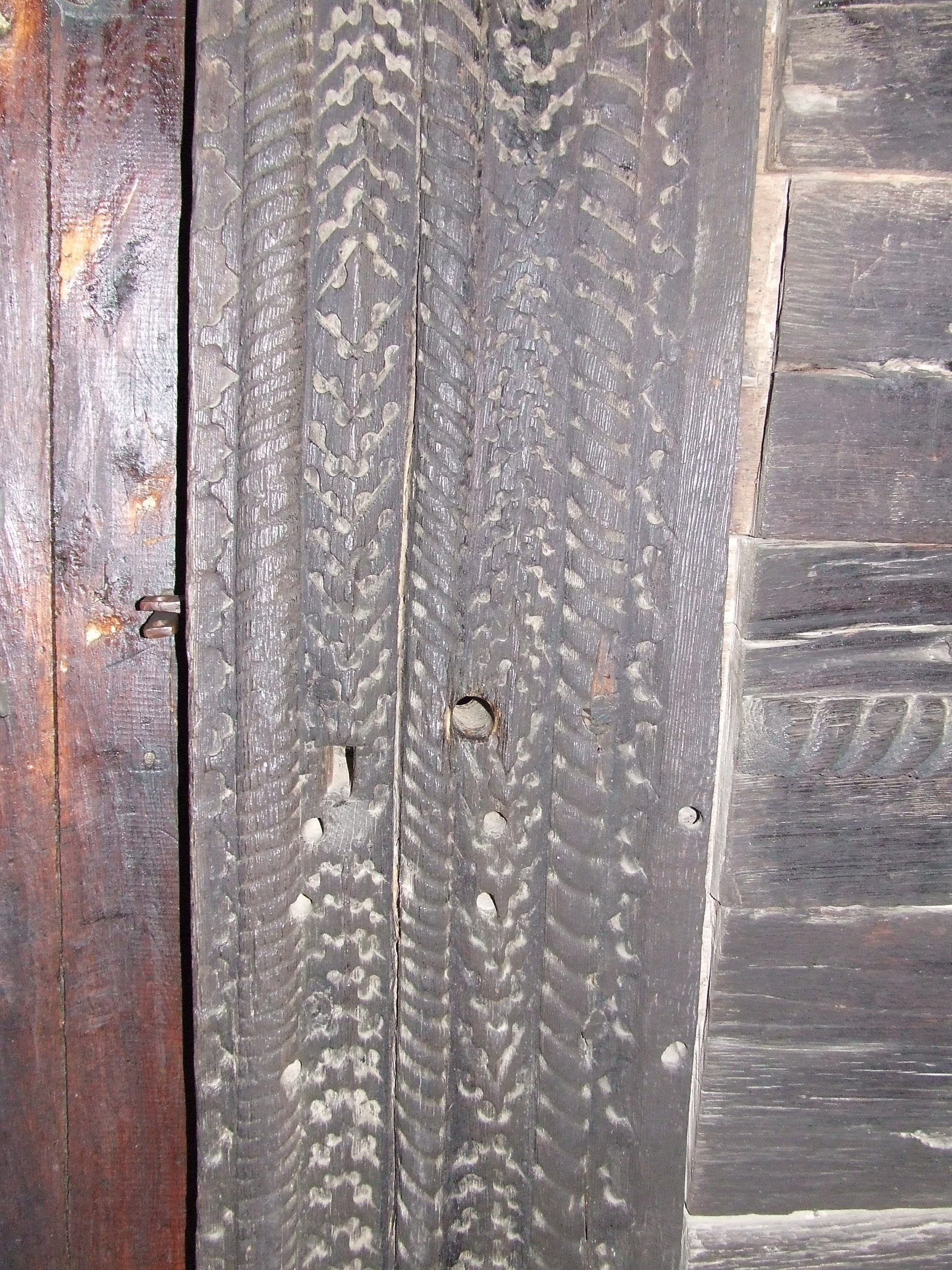
Detaliu portal
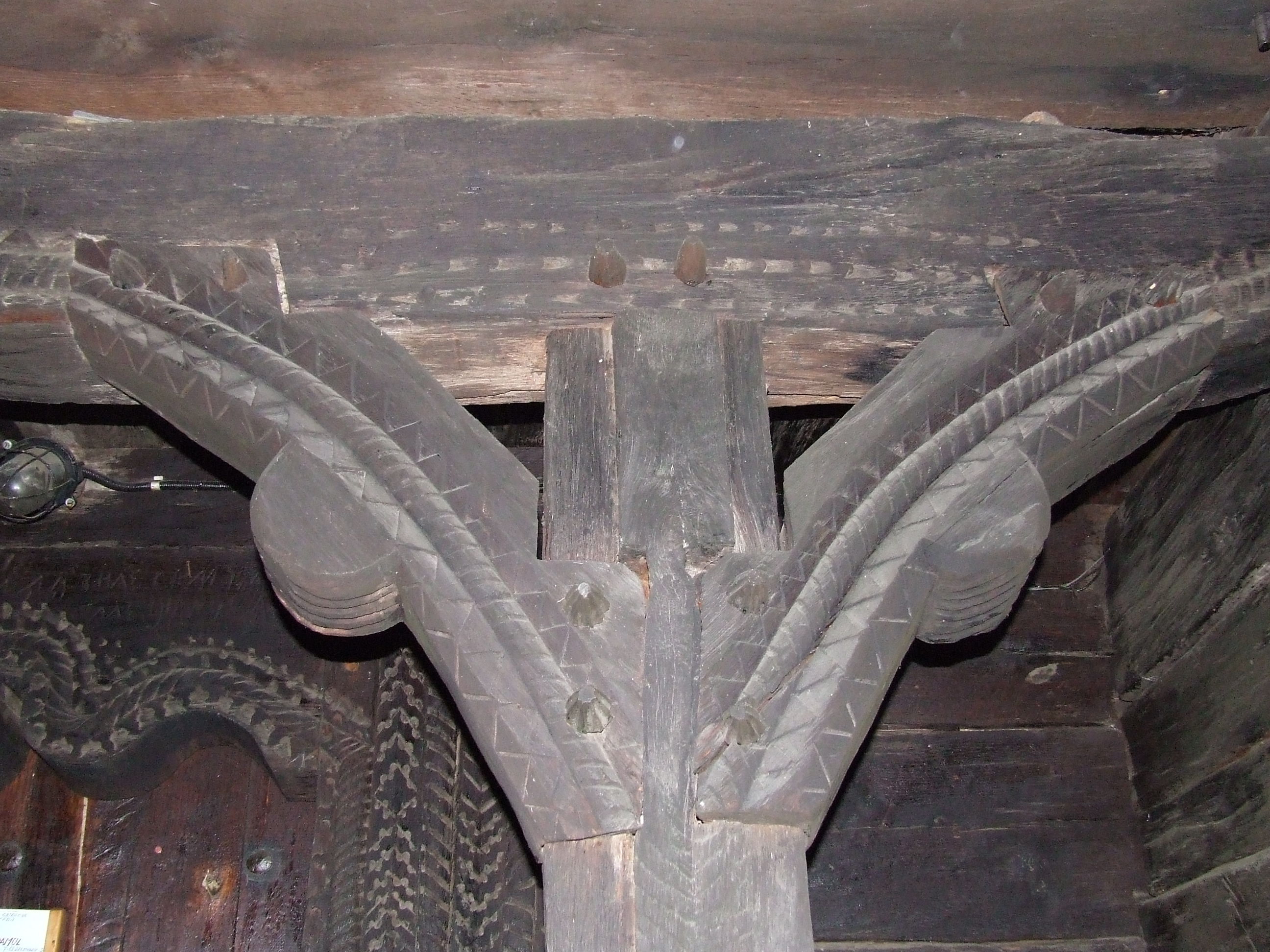
Console la stâlpul pridvorului
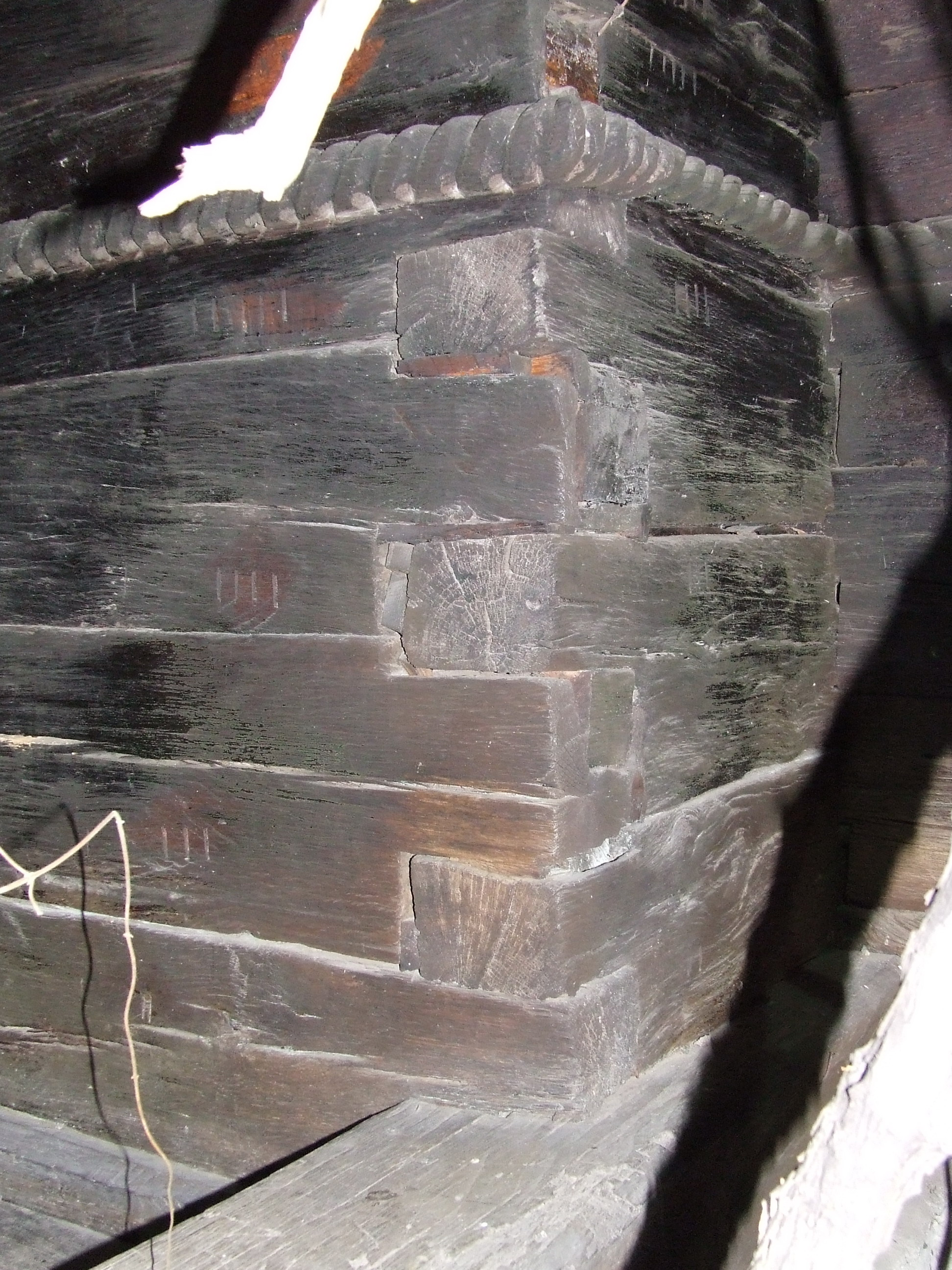
Îmbinări
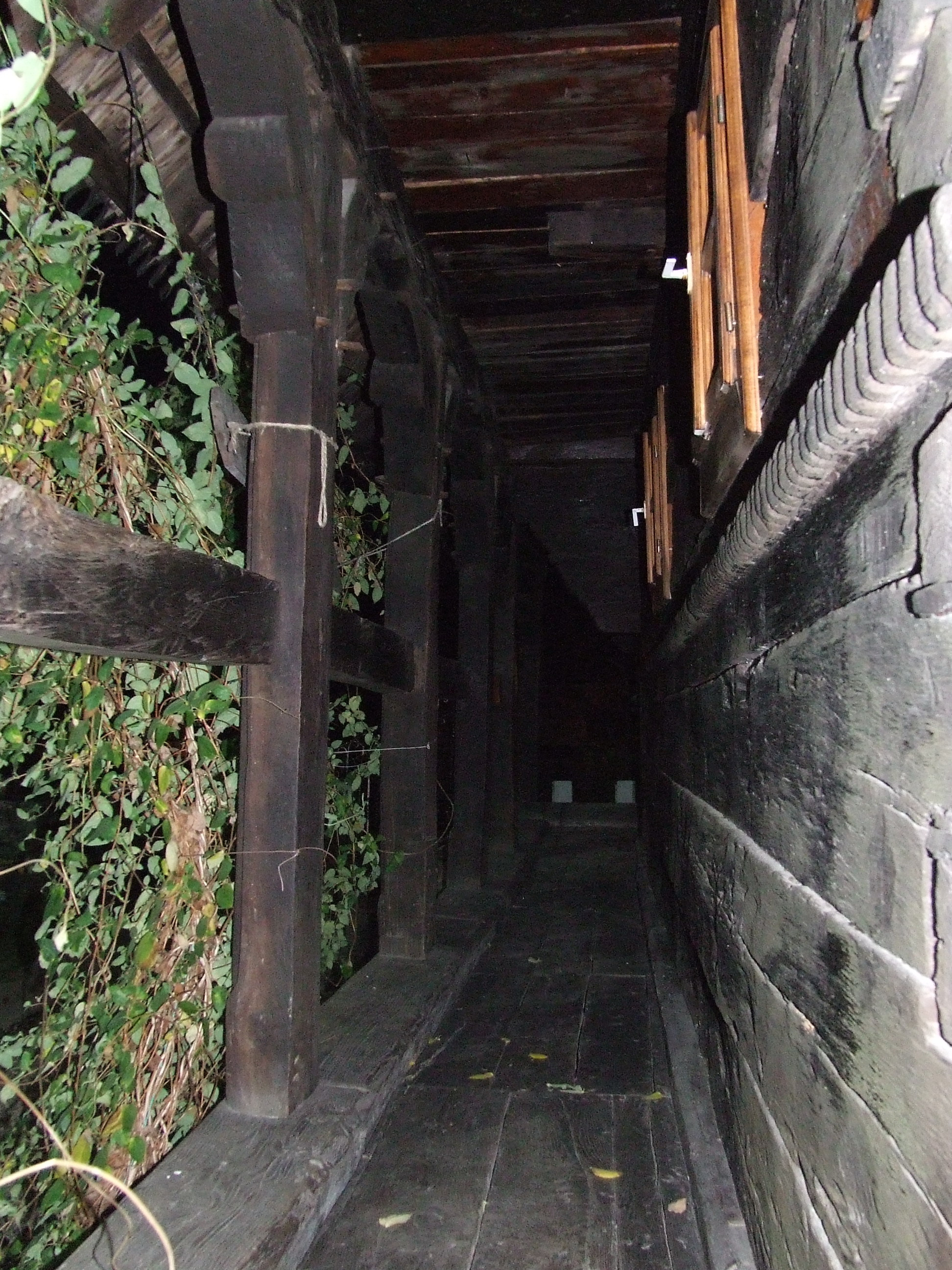
Vedere pe prispa bisericii
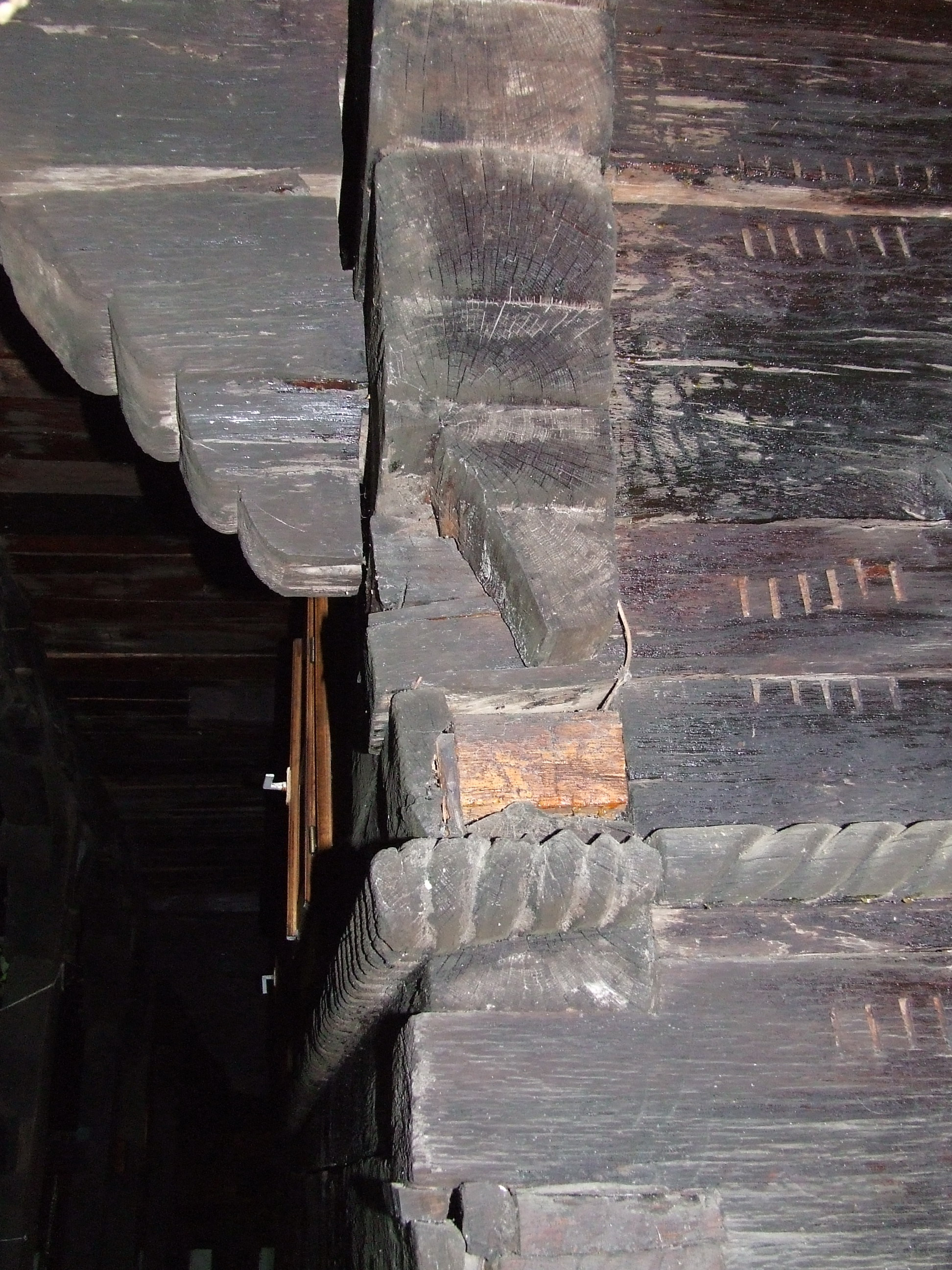
Console și semne ale mutării
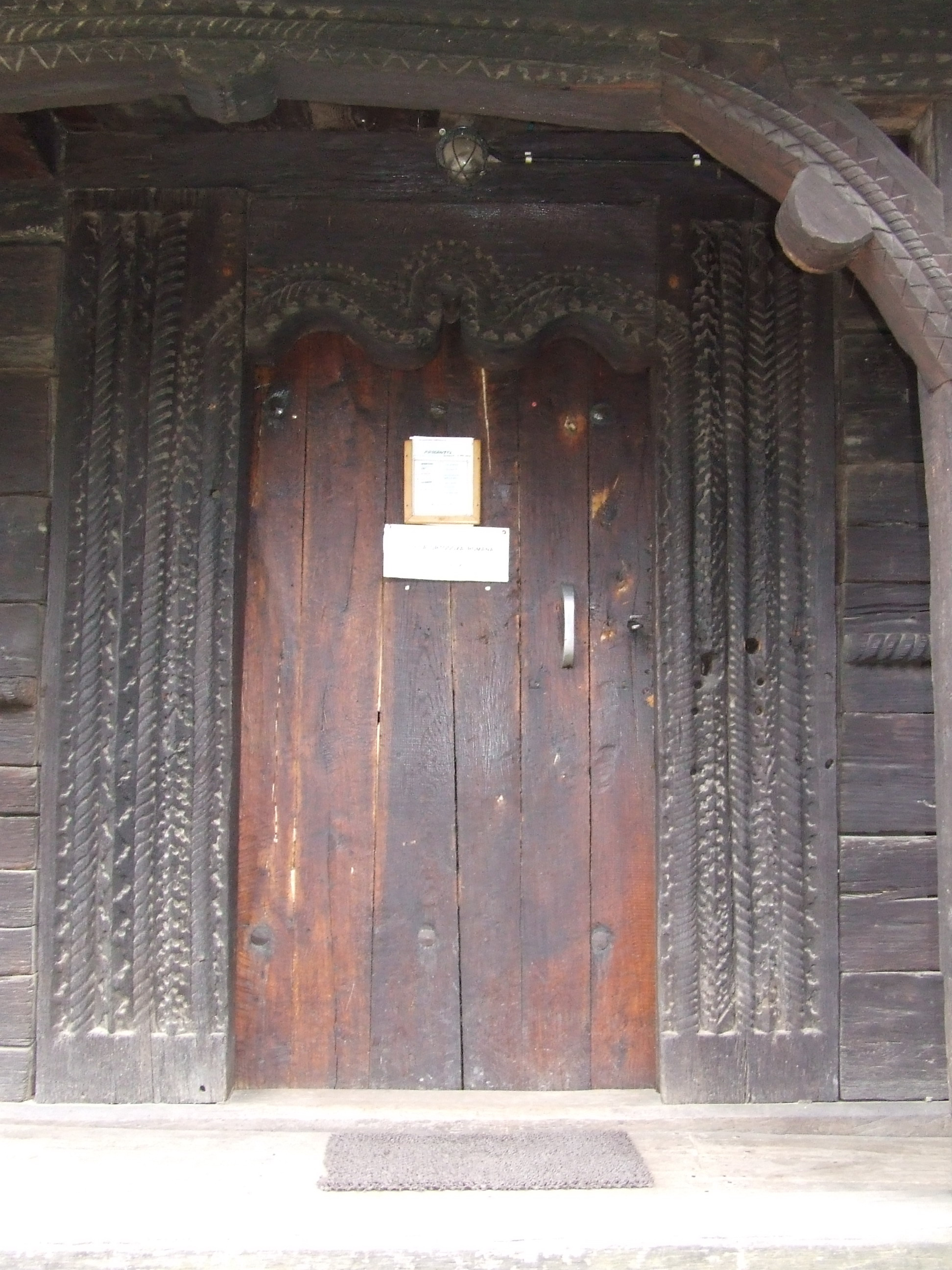
Portalul bisericii din Brusturi. Foto: 2008

## Imagini de arhivă

Biserica de lemn din Brusturi, într-o imagine din anii '30, în care se poate observa forma inițială a fleșei, cu inel, modificată în urma restaurărilor.
Biserica de lemn din Brusturi - Schița bisericii
Biserica de lemn din Brusturi - Schița bisericii - secțiune și portal
Biserica de lemn din Brusturi - mobilier
Detaliu pictură la biserica de lemn din Brusturi